# كرفاتون
الكرفاتون (curvaton) هي جسيمات أولية افتراضية تتوسط مجالاً لا موجه في علم الكون الفيزيائي. ومن الممكن أن تخلق اهتزازات خلال التضخم، لكنها لا تحفز التضخم بذاته، ولكنها تولد اضطرابات منحنية في أوقات متأخرة بعد اضمحلال التضخم الكوني وانزياح ناتج البلى انزياحًا أحمرًا، عندما يكون الكرفاتون مكونًا مهيمنًا على كثافة الطاقة.
وقد تم اقتراح هذا النموذج من قبل ديفيد واندس (David Wands) وديفيد اتش ليث (David H. Lyth) في عام 2001م.